# Final Fantasy Crystal Chronicles: Echoes of Time
Final Fantasy Crystal Chronicles: Echoes of Time est un jeu vidéo de rôle développé et édité par Square Enix, sorti en 2009 sur Nintendo DS et Wii. Les deux versions sont compatibles entre elles pour jouer en multijoueur.

## Accueil
- Jeuxvideo.com : 15/20 (DS)[3] - 10/20 (Wii)[4]